# Planking

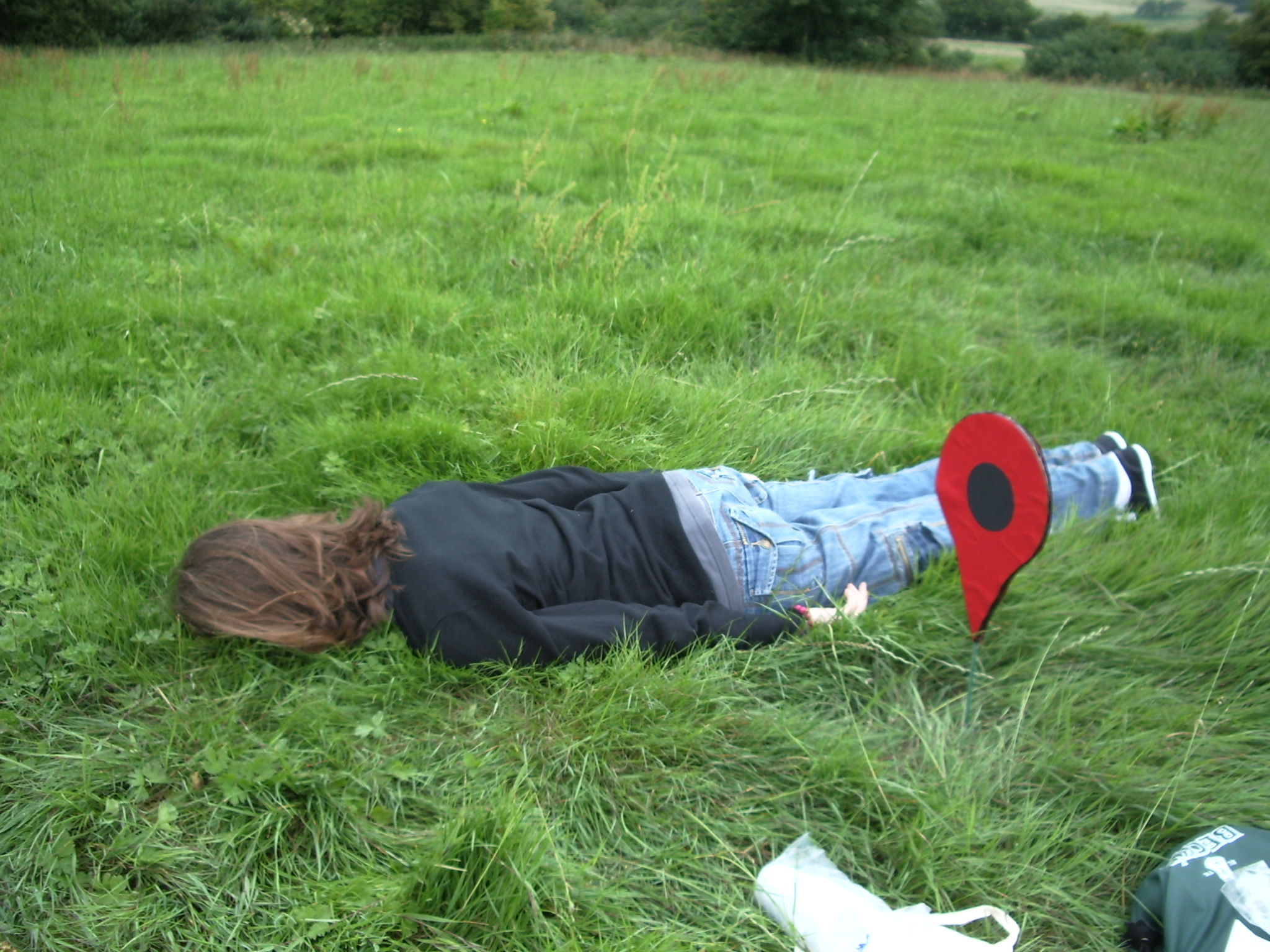
Planking na trawie

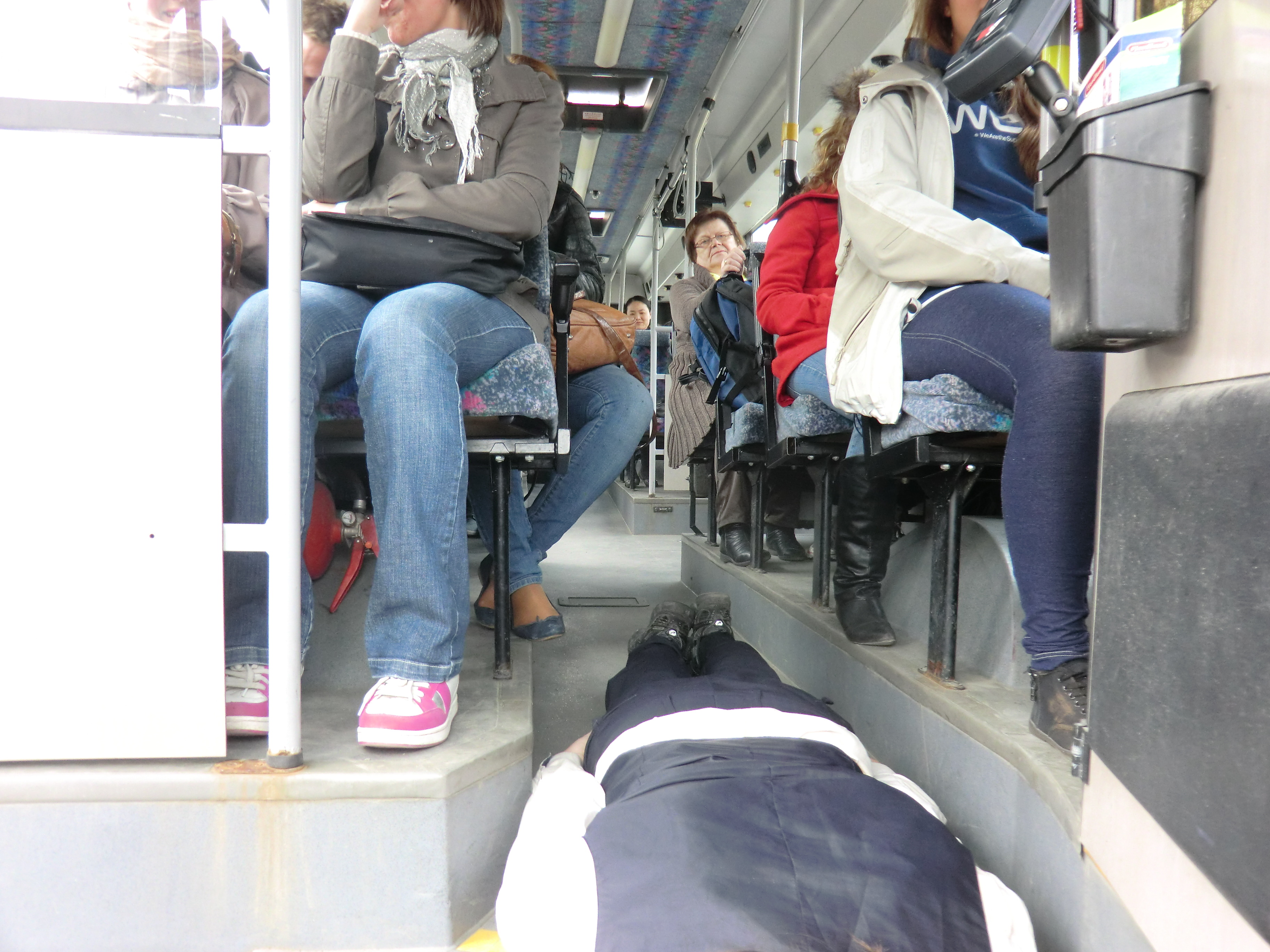
Planking w autobusie

Planking – zabawa polegająca na kładzeniu się w miejscu publicznym, na brzuchu, twarzą w dół i z rękami wyciągniętymi wzdłuż ciała, i fotografowaniu się w takiej pozycji.
Nazwa planking (od angielskiego słowa plank – „deska”, dosłownie – „deskowanie”, „udawanie deski”) powstała w Australii, a samo planking stało się popularną zabawą w 2011, szeroko komentowaną w mediach. Planking wywodzi się z wcześniejszej gry znanej w Wielkiej Brytanii jako lying down game, podobne gry były wcześniej znane w Korei Południowej (시체놀이 trb. sichenoli – „udawanie trupa”), we Francji (fr. à plat ventre – „na brzuchu”) i Australazji (ang. extreme lying down – „ekstremalne leżenie”).
15 maja 2011 20-letni Australijczyk, który bawił się w planking na balkonie, zabił się, spadając z siódmego piętra. Po tragicznej śmierci Australijczyka premier Julia Gillard wezwała graczy w planking do ostrożności. W Australii zanotowano przypadki osób zwalnianych z pracy za planking, zawieszani byli też uczniowie bawiący się w taki sposób.
Australijski rysownik satyryczny Jon Kudelka sparodiował premier Julię Gillard i ogłoszony kilka tygodni wcześniej budżet państwa, przedstawiając Gillard plankującą na budżecie.